# زنا گری
زنا گری (انگلیسی: Zena Grey؛ زادهٔ ۱۵ نوامبر ۱۹۸۸) یک هنرپیشه اهل ایالات متحده آمریکا است. وی از سال ۱۹۹۶ میلادی تاکنون مشغول فعالیت بوده‌است.

## گزیده فیلمشناسی
از فیلم‌ها یا برنامه‌های تلویزیونی که وی در آن نقش داشته‌است می‌توان به آثار زیر اشاره کرد.
- یک جمع خوب (۲۰۰۴)
- حرکت بزرگ مکس کیبل (۲۰۰۱)
- شکارچی استخوان (۱۹۹۱)